# 2004 PX117
2004 PX117, também escrito como 2004 PX117, é um objeto transnetuniano que está localizado no Cinturão de Kuiper, uma região do Sistema Solar. Este corpo celeste é classificado como um cubewano. Ele possui uma magnitude absoluta de 6,5 e tem um diâmetro estimado com 221 km.

## Descoberta
2004 PX117 foi descoberto no dia 15 de agosto de 2004 pelo astrônomo B. Gladman.

## Órbita
A órbita de 2004 PX117 tem uma excentricidade de 0,103 e possui um semieixo maior de 44,125 UA. O seu periélio leva o mesmo a uma distância de 39,579 UA em relação ao Sol e seu afélio a 48,672 UA.